# Stenichneumon
Stenichneumon is een geslacht van insecten uit de orde vliesvleugeligen (Hymenoptera) en de familie Ichneumonidae.

## Soorten
- S. affinis (Kokujev, 1927)
- S. alpicola (Kriechbaumer, 1872)
- S. annulicornis (Szepligeti, 1901)
- S. appropinquans (Cameron, 1897)
- S. crenatus (Berthoumieu, 1894)
- S. culpator (Schrank, 1802)
- S. devergentis (Bauer, 1941)
- S. ephippiatus (Dalla Torre, 1902)
- S. exquisitus (Cresson, 1868)
- S. exsculptus (Habermehl, 1920)
- S. flavolineatus Uchida, 1926
- S. inexspectatus Heinrich, 1936
- S. laetabilis (Tosquinet, 1889)
- S. maculiceps (Cameron, 1904)
- S. maculitarsis (Cameron, 1903)
- S. militarius (Thunberg, 1822)
- S. nigriorbitalis Uchida, 1930
- S. odaiensis Uchida, 1932
- S. pallidipennis (Viereck, 1902)
- S. posticalis (Matsumura, 1912)
- S. ringii (Holmgren, 1884)
- S. salvus (Cresson, 1877)
- S. seticornis (Tischbein, 1868)
- S. ussuriensis Heinrich, 1980